# Густав I Ваза
Гу́став I Ва́за (швед. Gustav Vasa; 12 травня 1496 — 29 вересня 1560, Стокгольм) — регент шведського королівства з 23 серпня 1521 року, король Швеції з 6 червня 1523 року. До вступу на престол — Густав Ерікссон (швед. Gustav Eriksson). Під його керівництвом Швеція добилася незалежності від Данії.

## Титул
З 6 червня 1523 року — Med Guds Nåde, Sveriges, Götes och Vendes Konung (Божою милістю Король Швеції, Готів і Вендів)

## Біографія
Його батько Ерік Юханссон Васа був племінником покійного регента Швеції Стена Стуре Старшого, який не мав дітей. Про дитинство Густава збереглося багато цікавих розповідей, що виявляють ранній розвиток схильності до панування і бажання бути першим. З 13 років почалось шкільне життя Густава в Уппсалі.

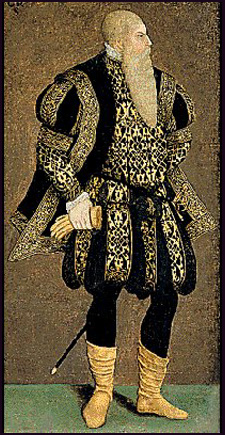
Густав у літньому віці

У 1514 році Густав оселився при дворі Стена Стуре Молодшого; в двадцять років він вже брав участь у війні з Данією і проявив велику хоробрість. Після перемир'я з Крістіаном II Густав був відправлений заручником у Данію. Звідси він втік спочатку в Любек, а потім у Даларну. У Даларні він намагався підняти повстання проти Данії; спочатку у нього було небагато прихильників і він вже хотів переїхати у Норвегію, але потім справа пішла успішно, й у 1521 році повстання охопило весь край. Густав рушив до Стокгольму; по дорозі до Веттерну представники станів поклялися йому у вірності як голові і ландсгерру всій Швеції. Отримавши значну допомогу з Любека, Густав розпочав облогу Стокгольма. Місто здалося йому 20 червня 1523 року. Ще раніше Густав був обраний королем Швеції. Кальмарська унія перестала існувати.
Густав I ввів у Швеції реформацію, переважно через її практичні і фінансові вигоди. Після затвердження реформації почалася боротьба Швеції з Данією проти Крістіана II і Любека, яких підтримував Карл V. Мирний договір підписано 1544 року в Шпаєрі. Для ослаблення впливу Любека Густав зблизився з Голландією і Англією.
Він також дбав про розвиток шведської торгівлі та промисловості. В останні роки свого панування Густав вів боротьбу з Московією (1554—1557), яка через два роки закінчилася, потім він втрутився в лівонські чвари, що призвели до Лівонської війни. Король помер 29 вересня 1560 року в Стокгольмі.

## Родина
1 Дружина — Катерина Саксен-Лауенбурзька (1513—1535)
Діти:
- Ерік XIV (1533—1577) — король Швеції 1560—1569

2 Дружина — Маргаретою Еріксдотер (1514—1551)
Діти:
- Юган III (1537—1592) — король Швеції 1568—1592
- Катерина (1539—1610) — дружина Едуарда II
- Цецилія (1540—1627) — дружина Крістофера II, маркграфа Баденського
- Магнус (1542—1595) — герцог Естергетланда
- Карл (1544—1544)
- Анна Марія (1545—1610) — дружина Георга Йогана I[de] (пфальц-граф Пфальц-Фельденцу[de])
- Стен (1546—1547)
- Софія (1547—1611) — дружина герцога Магнуса II Саксен-Лауенбурзького
- Єлизавета (1549—1598) — дружина Крістофера, герцога Мекленбургського
- Карл IX Ваза (1550—1611) — король Швеції 1604—1611

3 Дружина — Катаріна Стенбок (1535—1621).

## Галерея (портрети дітей)

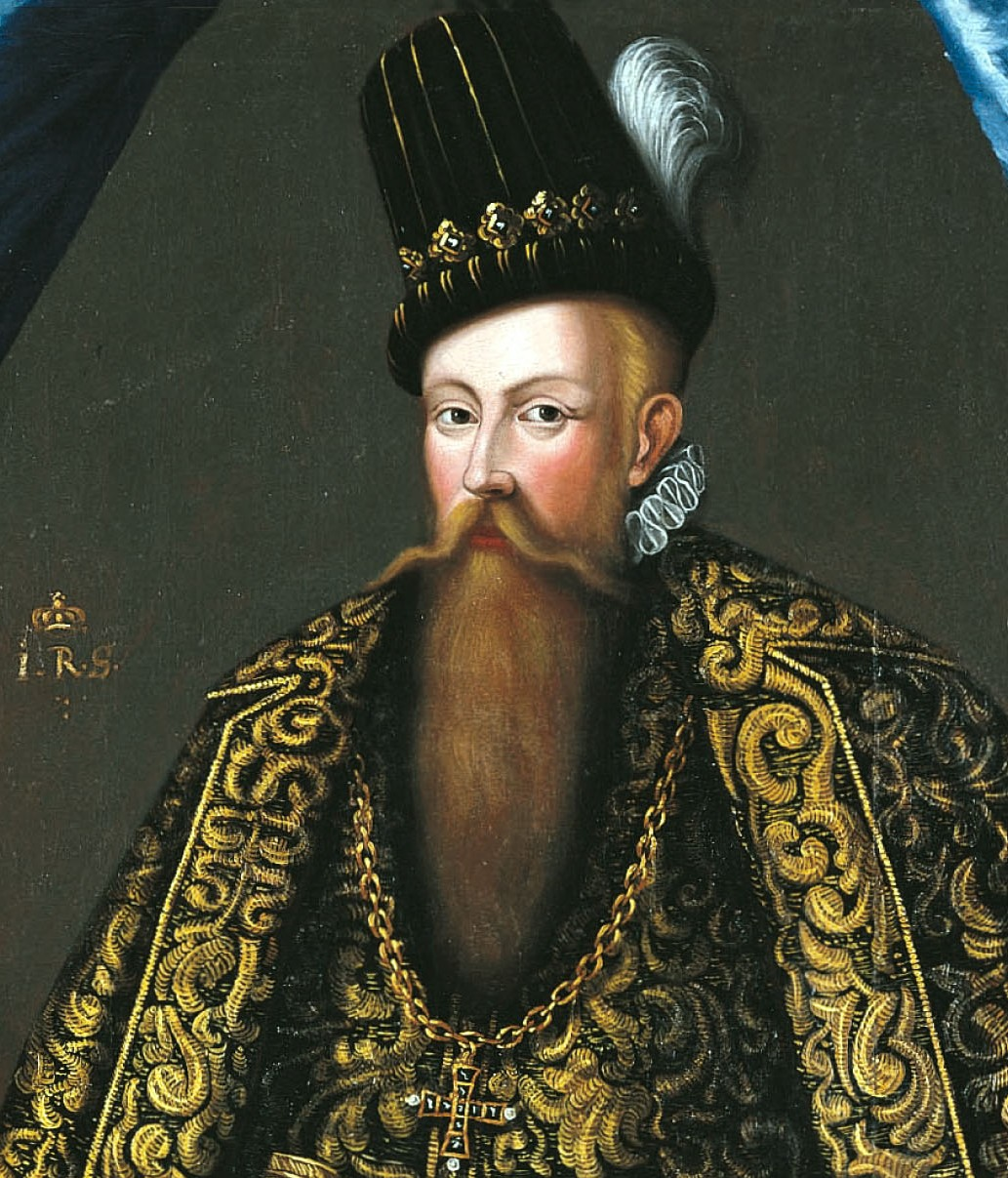
Юхан III
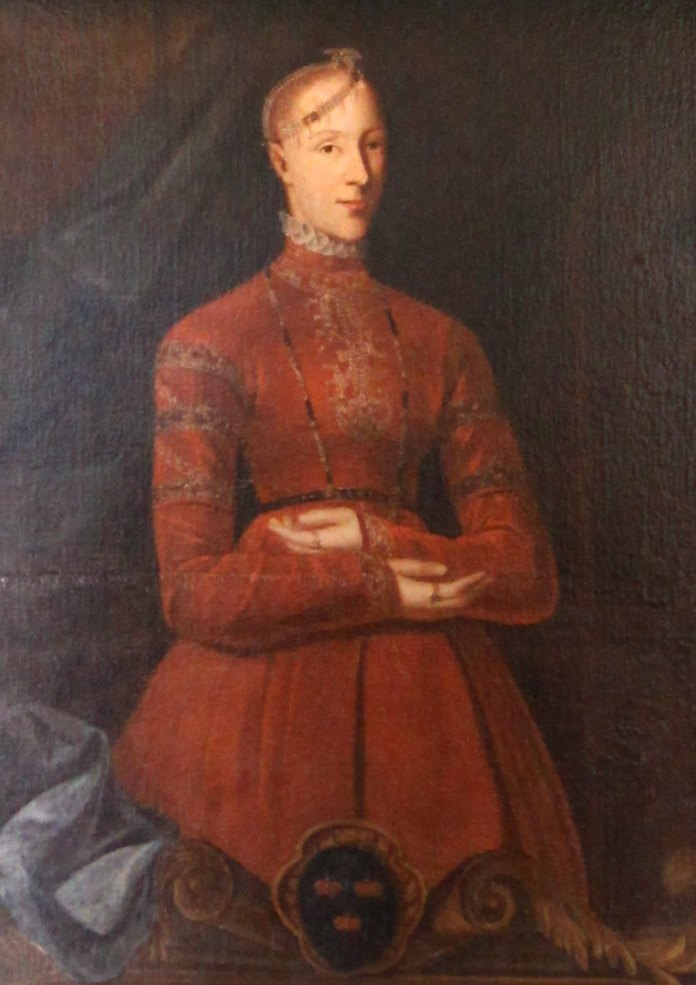
Катерина
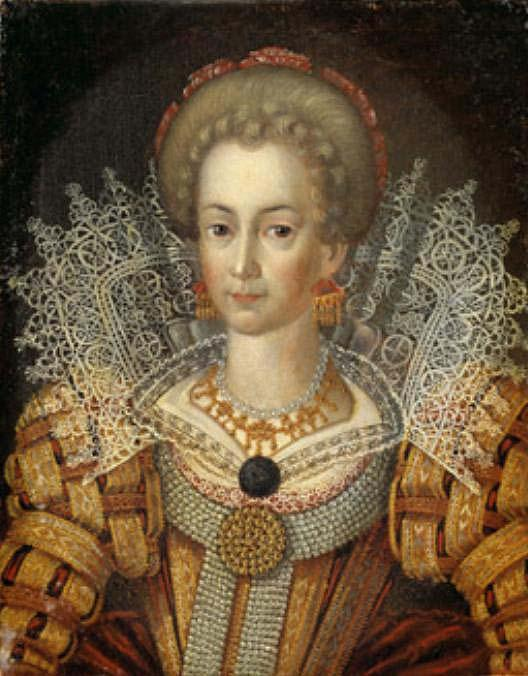
Цецилія
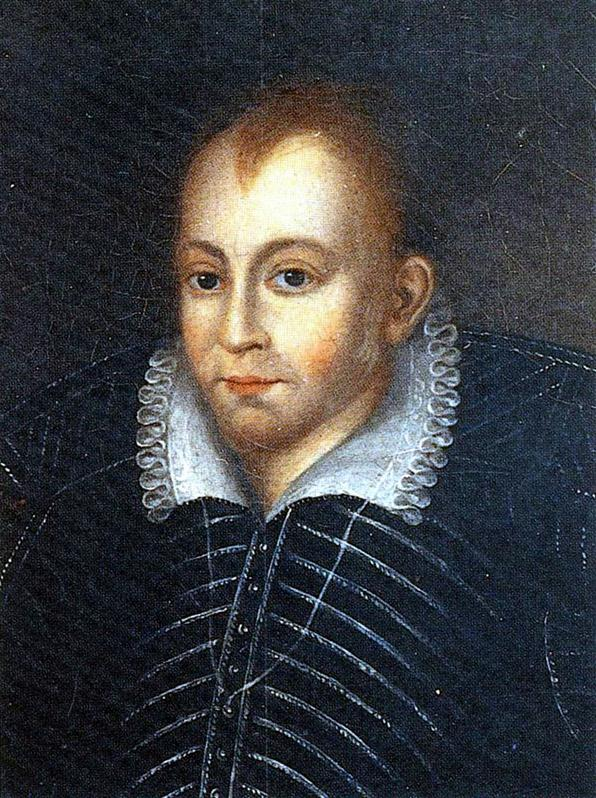
Магнус
Карл
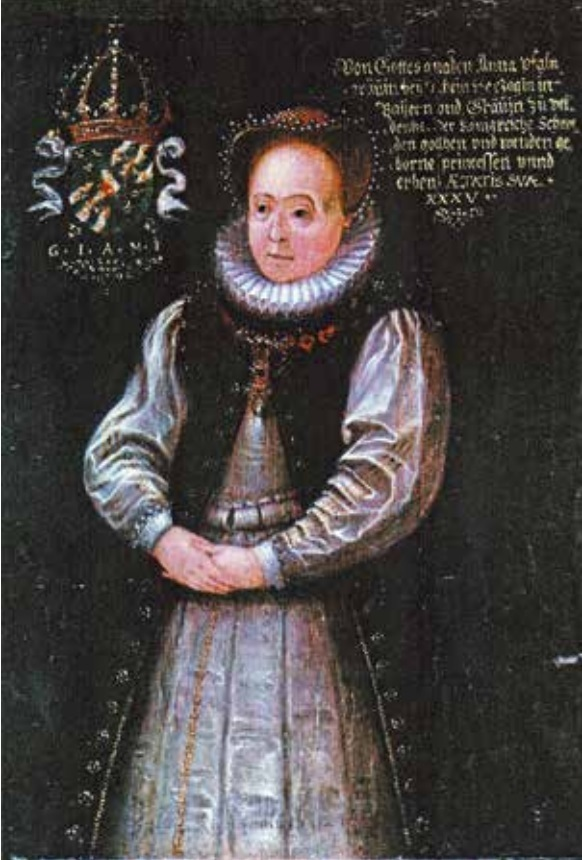
Анна Марія
Стен
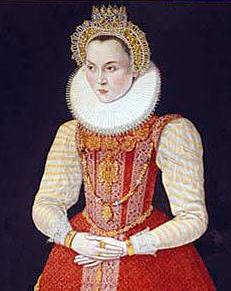
Софія
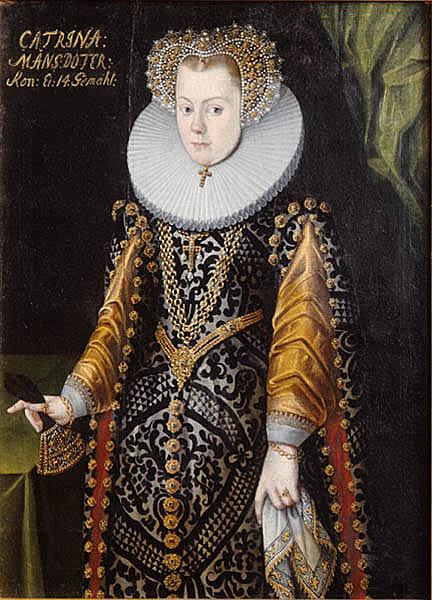
Єлизавета
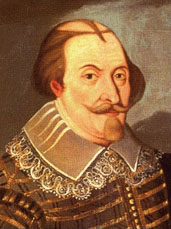
Карл IX Ваза